# William Lambton
William Lambton (North Yorkshire, 1753 - Índia, 19 de gener de 1823) va ser un militar, topògraf i geògraf anglès. Va ser Membre de la Royal Society.
Fill d'un pagès, la seva destresa en matemàtiques li serviren per entrar a l'Exèrcit Britànic el 1781, al "33 Regiment of Foot". Amb el seu regiment va prendre part en la Guerra d'Independència dels Estats Units i va ser fet presoner a la batalla de Yorktown (1781). Després del seu alliberament va ser portat a Nova Brunswick i es va involucrar en de la delimitació de la frontera entre el Canadà i els Estats Units.
El 1796 fou ascendit a tinent i enviat amb el seu regiment a l'Índia, sota el comandament d'Arthur Wellesley, primer duc de Wellington. Va prendre part en la Quarta guerra de Mysore, el 1799. Després de la captura de Mysore, Lambton va proposar que el territori fos cartografiat, usant les noves tècniques de geodèsia emprades per William Roy a la Gran Bretanya. La seva proposta fou aprovada i es començà a treballar mesurant la base de la muntanya Sant Tomàs de Madràs. Des d'allà va continuar, mitjançant triangulació, a través de tota el subcontinent indi fins a arribar a Mangalore. El 1806 va començar els mesuraments de latitud a unes 100 milles al nord de Bangalore, on acabava el territori britànic. Llavors va continuar cap al sud fins a arribar al Cap Comorin. Lambton va reprendre la seva exploració en direcció nord fins a la seva mort.
Lambton va ser l'iniciador del Gran Projecte de Topografia Trigonomètrica de l'Índia, que va començar el 1802.
Lambton va ser fet Membre de la Royal Society el 9 de gener de 1817 i membre de l'Acadèmia Francesa de les Ciències el 1817. En morir va ser enterrat a Hinganghat al districte de Wardha de l'estat de Maharashtra. El va succeir el seu ajudant George Everest.